# Ломе (Ідрія)
Ломе (словен. Lome) — розсіяне поселення на пагорбах на південний схід від поселення Чрний Врх, в общині Ідрія, Регіон Горишка, Словенія. Висота над рівнем моря: 654,6 м.